# Yi (jazyk)
Jazyk yi (někdy také označovaný jako jazyk moso, lolo, noso apod.) je skupina jazyků blízce příbuzná tibetobarmským jazykům používaná čínským národem I. Ačkoliv jej lingvisté stále označují jako lolo, Yi toto označení považují za hanlivé. Mluvčí jazyka používají v podstatě šest různých jazyků, všechny z tibetobarmské jazykové rodiny, které sdílejí pouze 25 % až 50 % slovní zásoby. Jeden z nich byl vybrán jako „standardní“ a jako takový je jazyk yi vyučován v mluvené i psané formě ve školách.

## Písmo
Klasické yi je sylabický logografický systém 8000 až 10 000 glyfů. Ačkoliv se funkčně podobá čínskému písmu, jeho glyfy jsou na něm nezávislé s jen malou přímou vazbou.
Moderní yi je standardizované slabičné písmo odvozené z klasického písma v roce 1974 místní čínskou vládou. V roce 1980 bylo stanoveno jako oficiální pro všechny jazyky yi. Obsahuje 756 glyfů založených na liangshanském nářečí a 63 glyfů převzatých z čínského písma.
V roce 1958 vznikla pro jazyk yi také varianta latinky.

## Příklady

### Číslovky
| Yi       | Česky |
| ꋍ, cyp  | jeden |
| ꑍ, nyip | dva   |
| ꌕ, suo  | tři   |
| ꇖ, ly   | čtyři |
| ꉬ, nge  | pět   |
| ꃘ, fut  | šest  |
| ꏃ, shyp | sedm  |
| ꉆ, hxit | osm   |
| ꈬ, ggu  | devět |
| ꊰ, ci   | deset |

## Vzorový text

### Všeobecná deklarace lidských práv
| yi            | ꊿꂷꃅꃧꐨꐥ, ꌅꅍꀂꏽꐯꒈꃅꐥꌐ. ꊿꊇꉪꍆꌋꆀꁨꉌꑌꐥ, ꄷꀋꁨꂛꊨꅫꃀꃅꐥꄡꑟ.                                                                     |
| transliterace | Nbo ma mu viex jjux jjo, nzy ddu i qix jjy yyx mu jjo sat. Nbo wox ngop mge si nip bbop hxie nyi jjo, ddix ap bbop hmap zyt hnip mop mu jjo tat xi. |
| česky         | Všichni lidé se rodí svobodní a sobě rovní co do důstojnosti a práv. Jsou nadáni rozumem a svědomím a mají spolu jednat v duchu bratrství.          |